# Whiteson
Whiteson az Amerikai Egyesült Államok északnyugati részén, Oregon állam Yamhill megyéjében elhelyezkedő önkormányzat nélküli település.

## Éghajlat
A település éghajlata mediterrán (a Köppen-skála szerint Csb).

## Oktatás
A Whitesoni Tankerületet 1892-ben alapították. Az 1893 márciusában megnyílt iskolát 1903-ban bővítették, majd 1936-ig folyt itt oktatás. 1942-ben a whitesoni és amityi tankerületeket összevonták.

## Vasúti közlekedés
A Dayton, Sheridan and Grande Ronde Railroad, valamint az Oregon and California Railroad vasútvonalai egykor Whiteson vasútállomásnál keresztezték egymást. A Southern Pacific Red Electric Lines napi négy járatot üzemeltetett Portland és Corvallis között, melyből kettő Whitesont is érintette.

## Fordítás
- Ez a szócikk részben vagy egészben  a   Whiteson, Oregon című angol Wikipédia-szócikk ezen változatának fordításán alapul.  Az eredeti cikk szerkesztőit annak laptörténete sorolja fel. Ez a jelzés csupán a megfogalmazás eredetét és a szerzői jogokat jelzi, nem szolgál a cikkben szereplő információk forrásmegjelöléseként.